# Mallosia
Mallosia es un género de escarabajos longicornios de la tribu Phytoeciini.

## Especies
- Mallosia armeniaca Pic, 1897
- Mallosia baiocchii (Sama, 2000)
- Mallosia brevipes Pic, 1897
- Mallosia costata Pic, 1898
- Mallosia galinae Danilevsky, 1990
- Mallosia gobustanica Danilevsky, 1990
- Mallosia graeca (Sturm, 1843)
- Mallosia herminae Reitter, 1890
- Mallosia imperatrix Abeille de Perrin, 1885
- Mallosia imperatrix tauricola K. Daniel, 1904
- Mallosia interrupta capulcu Koçak & Kemal, 2013
- Mallosia interrupta Pic, 1905
- Mallosia jakowlewi (Semenov, 1895)
- Mallosia mirabilis (Faldermann, 1837)
- Mallosia mirabilis devexula Holzschuh, 1989
- Mallosia nonnigra Özdikmen & Aytar, 2012
- Mallosia scovitzii (Faldermann, 1837)
- Mallosia tamashaczi Sama & Székely, 2010
- Mallosia tristis Reitter, 1888